# Shehab El-Din Ahmed
Shehab El-Din Ahmed (en árabe: شهاب الدين أحمد‎) (nacido en 22 de agosto de 1990) es un futbolista egipcio. Es un mediocentro conocido por sus disparos desde fuera del área. Disputó con la selección egipcia el Mundial de sub-20 de 2009.
En julio de 2012 fue incluido en la lista de 18 jugadores que representaron a Egipto en el Torneo de Fútbol Masculino de los Juegos Olímpicos de Londres 2012

## Selección nacional
Ha sido internacional con la Selección de fútbol de Egipto Sub-23.

### Participaciones en Copas del Mundo
| Mundial                               | Sede   | Resultado   |
| ------------------------------------- | ------ | ----------- |
| Copa Mundial de Fútbol Sub-20 de 2009 | Egipto | 8° de final |

## Clubes
| Club    | País   | Año         |
| ------- | ------ | ----------- |
| Al-Ahly | Egipto | 2008 - 2014 |

## Palmarés

### Campeonatos nacionales
| Título                     | Club    | País   | Año  |
| -------------------------- | ------- | ------ | ---- |
| Supercopa de Egipto        | Al-Ahly | Egipto | 2008 |
| Primera División de Egipto | Al-Ahly | Egipto | 2009 |
| Primera División de Egipto | Al-Ahly | Egipto | 2010 |
| Supercopa de Egipto        | Al-Ahly | Egipto | 2010 |
| Primera División de Egipto | Al-Ahly | Egipto | 2011 |
| Supercopa de Egipto        | Al-Ahly | Egipto | 2011 |
| Primera División de Egipto | Al-Ahly | Egipto | 2014 |
| Supercopa de Egipto        | Al-Ahly | Egipto | 2014 |

### Copas internacionales
| Título                       | Club    | País   | Año  |
| ---------------------------- | ------- | ------ | ---- |
| Liga de Campeones de la CAF  | Al-Ahly | Egipto | 2012 |
| Liga de Campeones de la CAF  | Al-Ahly | Egipto | 2013 |
| Supercopa de la CAF          | Al-Ahly | Egipto | 2013 |
| Supercopa de la CAF          | Al-Ahly | Egipto | 2014 |
| Copa Confederación de la CAF | Al-Ahly | Egipto | 2014 |